# Röd puckelmossa
Röd puckelmossa (Plagiobryum demissum) är en bladmossart som beskrevs av Lindberg 1863. Röd puckelmossa ingår i släktet puckelmossor, och familjen Bryaceae. Enligt den finländska rödlistan är arten starkt hotad i Finland. Enligt den svenska rödlistan är arten otillräckligt studerad i Sverige. Arten förekommer i Nedre Norrland och Övre Norrland. Artens livsmiljö är kalkklippor och kalkbrott. Inga underarter finns listade i Catalogue of Life.